# Wauzeka
Wauzeka és una població dels Estats Units a l'estat de Wisconsin. Segons el cens del 2000 tenia 768 habitants.

## Demografia
Segons el cens del 2000, Wauzeka tenia 768 habitants, 271 habitatges, i 188 famílies. La densitat de població era de 59,9 habitants per km².
Dels 271 habitatges en un 43,5% hi vivien nens de menys de 18 anys, en un 52,4% hi vivien parelles casades, en un 10,7% dones solteres, i en un 30,6% no eren unitats familiars. En el 26,6% dels habitatges hi vivien persones soles el 13,3% de les quals corresponia a persones de 65 anys o més que vivien soles. El nombre mitjà de persones vivint en cada habitatge era de 2,82 i el nombre mitjà de persones que vivien en cada família era de 3,39.
Per edats la població es repartia de la següent manera: un 33,5% tenia menys de 18 anys, un 8,7% entre 18 i 24, un 29,3% entre 25 i 44, un 17,1% de 45 a 60 i un 11,5% 65 anys o més.
L'edat mediana era de 31 anys. Per cada 100 dones de 18 o més anys hi havia 95 homes.
La renda mediana per habitatge era de 40.556 $ i la renda mediana per família de 46.000 $. Els homes tenien una renda mediana de 29.737 $ mentre que les dones 19.815 $. La renda per capita de la població era de 16.115 $. Aproximadament el 8,9% de les famílies i l'11,4% de la població estaven per davall del llindar de pobresa.

## Poblacions més properes
El següent diagrama mostra les poblacions més properes.